# Mögelins-Schlößlein
Mögelins-Schlößlein ist ein Gemeindeteil der Großen Kreisstadt Dinkelsbühl im Landkreis Ansbach (Mittelfranken, Bayern). Mögelins-Schlößlein liegt in der Gemarkung Dinkelsbühl.

## Geografie
Die Einöde liegt am Mutschachgraben, einem linken Zufluss der Wörnitz, der westlich des Ortes einen Badesee speist. Nördlich des Badesees befindet sich eine Campinganlage, südlich davon befindet sich die Wilhelmshöhe. Ein Anliegerweg verläuft zur Staatsstraße 2220 (0,2 km südöstlich), die nach Dinkelsbühl zur Bundesstraße 25 (1,4 km südwestlich) bzw. an Mutschach vorbei nach Witzmannsmühle führt (6,2 km nordöstlich).

## Geschichte
Mögelins-Schlößlein hieß ursprünglich Walkmühle. Die Fraisch über den Ort war strittig zwischen dem ansbachischen Oberamt Feuchtwangen, dem oettingen-spielbergischen Oberamt Dürrwangen und der Reichsstadt Dinkelsbühl. 1732 wurde sie als Weißgerber-Walkmühle genutzt. Daneben gab es noch ein Herrenhäuslein, das ursprünglich den Herren von Mögelin gehörte. Die Grundherrschaft über das Anwesen hatte die Reichsstadt Dinkelsbühl. Auch gegen Ende des 18. Jahrhunderts waren die Verhältnisse unverändert.
Im Jahr 1809 wurde Mögelins-Schlößlein infolge des Gemeindeedikts dem Steuerdistrikt und der Munizipalgemeinde Dinkelsbühl zugeordnet.

### Baudenkmal
- Haus Nr. 1: Wohnhaus des ehemaligen Land- und Fischereigutes Mögelin, zweigeschossiger Putzbau mit Krüppelwalmdach, bezeichnet „1536“[10]

### Einwohnerentwicklung
| Jahr      | 001818 | 001840 | 001871 | 001885 | 001900 | 001925 | 001950 | 001961 | 001970 | 001987 |
| Einwohner | 7      | 5      | 4      | 0      | 7      | 6      | 7      | 7      | 6      | 3      |
| Häuser    | 2      | 1      |        | 1      | 1      | 1      | 1      | 1      |        | 1      |
| Quelle    | [ 12 ] | [ 13 ] | [ 14 ] | [ 15 ] | [ 16 ] | [ 17 ] | [ 18 ] | [ 19 ] | [ 20 ] | [ 1 ]  |

## Religion
Der Ort ist seit der Reformation evangelisch-lutherisch geprägt und war ursprünglich nach St. Peter (Sinbronn) gepfarrt, seit der ersten Hälfte des 19. Jahrhunderts ist die Pfarrei St. Paul (Dinkelsbühl) zuständig. Die Katholiken sind nach St. Georg (Dinkelsbühl) gepfarrt.